# Zemědělská a potravinářská knihovna
Zemědělská a potravinářská knihovna je největší odborná zemědělská knihovna v České republice. Jde o třetí největší zemědělskou knihovnu na světě. Jde o integrální součást Ústavu zemědělské ekonomiky a informací a její sídlo se nachází v Domě zemědělské osvěty v Praze na Vinohradech nedaleko náměstí Míru. Knihovna byla založena v roce 1926 v rámci Československé akademie zemědělské a v současnosti má okolo 1,2 milionu položek. Jedná se o státní instituci.

## Historie
Historie knihovny sahá až do roku 1924, kdy se uvažovalo o jejím založení v rámci Československé akademie zemědělské. V roce 1925 bylo zahájeno shromažďování a kategorizování fondů (ve školním odboru ministerstva zemědělství v Jungmannově ulici,) následně o dva roky později (1927) byla knihovna slavnostně otevřena odborné veřejnosti a 18. března 1928 byla otevřena i široké veřejnosti.
V roce 1926 byla přestěhována ze Státního zemědělského archivu ve Strahovském klášteře (kam byla dočasně přestěhována v roce 1925) do nově postaveného Domu zemědělské osvěty ve Slezské ulici na pražských Vinohradech.
Roku 1926 jí byl udělen udělen status „knihovny“ a byla pojmenována Ústřední slovanská zemědělská knihovna a čítarna ČAZ. Knihovna též přebrala inspektorskou knihovnu ÚSZKČ ministerstva zemědělství. Následně v roce 1927 převzala sbírky Československé matice lesnické, Československo-dánské společnosti, Čuprovy vyšší hospodářské školy na Kolčavce; byly přijímány duplikáty státních vědeckých knihoven a studijní materiály škol zemědělských. Následně byly v roce 1932 přejaty sbírky knihovny Ruského institutu pro zemědělství a družstevnictví, v roce 1933 sbírky Ukrajinské hospodářské akademie, od roku 1936 se shromažďují výroční správy zemědělských škol a výzkumných ústavů, v roce 1939 byla přebrána knihovna České zemědělské rady, v roce 1940 převzala knihovna darem odbornou knihovnu Ing. Koblice.
V roce 1938 byl název změněn na Ústřední zemědělská knihovna ČAZ. Již za války, v roce 1941, začal vycházet časopis Česká zemědělská bibliografie, který shromažďoval českou zemědělskou bibliografii od r. 1934 do současnosti. Na přelomu 40. a 50. let zažila knihovna útlum své činnosti kvůli politické situaci v Československu. Od roku 1955 začal vycházet nový časopis o nových knihách se zemědělskou tematikou, který posléze několikrát změnil své jméno. V roce 1956 vzniklo v rámci Akademie Ústředí vědeckých informací v zemědělství (ÚVIZ) a knihovna se stala jeho součástí. V roce 1957 byla vyčleněna z (ÚVIZ) a zařazena pod Ústřední komisi pro kulturní a osvětovou činnost pod názvem Ústřední zemědělská a lesnická knihovna (ÚZLK), v roce 1961 byla přeřazena pod nově vzniklý Ústav vědeckotechnických informací. Ve stejném roce bylo vydáno Zemědělské písemnictví za roku 1945–1955 v rámci edice Premeny literatury, která je v letech budoucích postupně doplňována. Byl též založen speciální fond výročních a výzkumných zpráv výzkumných ústavů; knihovna převzala knihovnu Výzkumných ústavů zemědělských.
V letech 1977–1986 bylo vybudováno depozitum v Kojeticích. V letech 1990–1992 a 1997–2000 byl objekt přestavován.
V roce 1993 se ÚZLK stala součástí nově vzniklého Ústavu zemědělských a potravinářských informací a 30. června 2008 pak Ústavu zemědělské ekonomiky a informací. V roce 1993 jí byl udělen status depozitní knihovny FAO. O rok později vstoupila do Sdružení knihoven ČR a v roce 1997 se stala členem Asociace knihoven.

## Ředitelé
- Dr. Antonín Krejčík (1927–1931)
- Dr. Ing. Jan Boštík (1932–1942)
- Dr. Emil Reich (1942–1943) – dozor Ing. František Lazecký (1942–1946) – správa knihovny
- Ing. Fr. Lazecký (1946–1954)
- Dr. Miloslav Paťava (1954–1957)
- Ing. Fr. Lazecký (1957–1959)
- Oldřich Kapsa od roku 1959

## Knihovní fond a služby

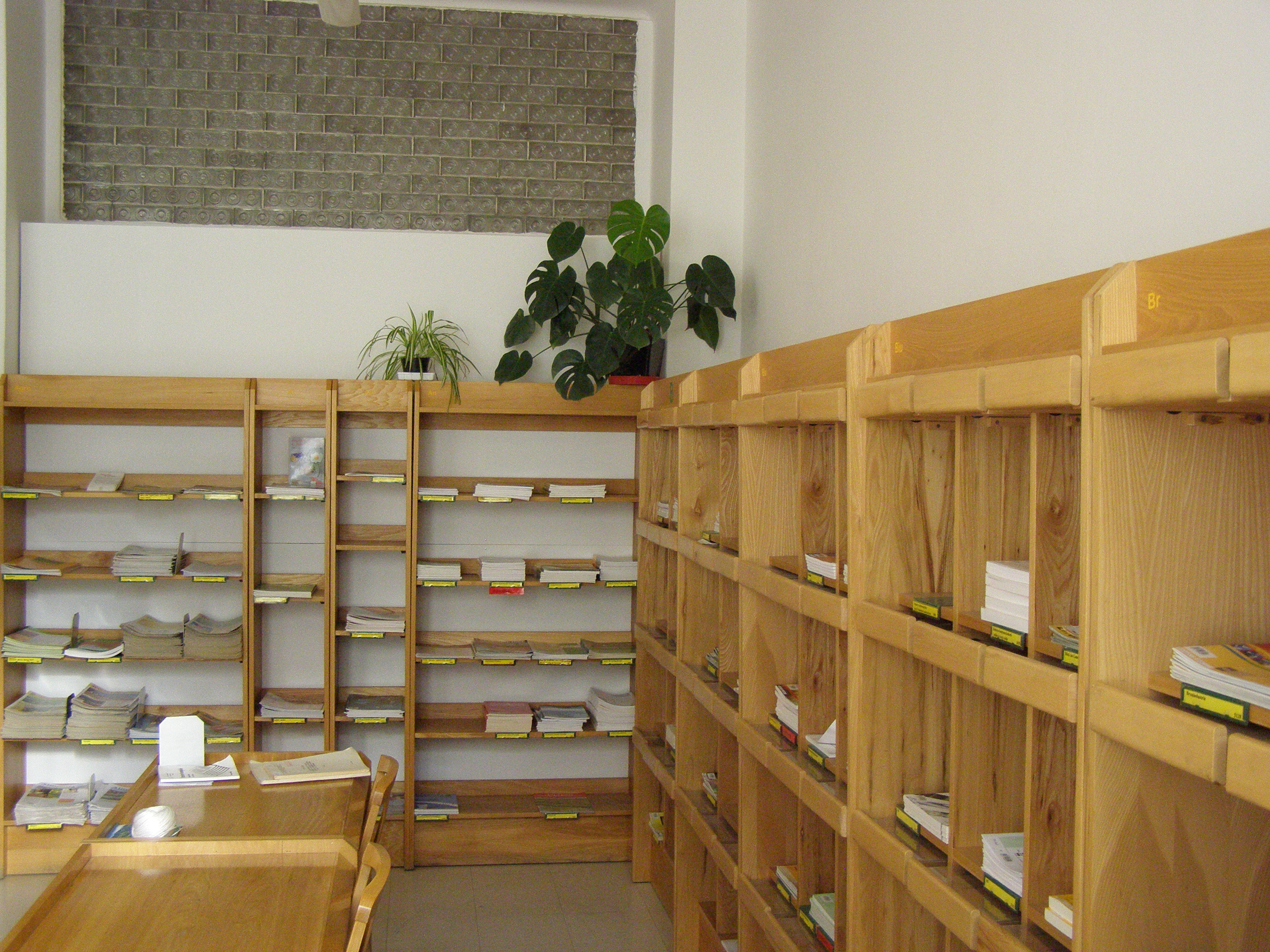
Příruční knihovna s časopisy

Jedná se o největší knihovnu svého druhu v ČR a třetí největší na světě co se týče do počtu položek, kterých obsahuje okolo 1,2 milionu.
Základ fondu tvoří knihy (monografie, učebnice, příručky, encyklopedie, slovníky), seriálová literatura (časopisy, noviny, ročenky), speciální literatura (disertační práce, výtisky z konferencí) a firemní literatura (propagační letáky a katalogy). Obsahuje staré tisky (český překlad Mattioliho herbáře z roku 1596), ale i nejnovější publikace.
Fond pokrývá obory typu zahradnictví, včelařství, rybářství, myslivost, potravinářské technologie apod. Knihovna též nabízí řadu služeb a přístup k odborným databázím, včetně služeb rešeršních.
Knihovna na svých stránkách (www.nzpk.cz) nabízí on-line přístup ke svým katalogům obsahujícím literaturu a média, které je možno si zapůjčit k absenčnímu a prezenčnímu studiu. Ze studovny knihovny je možno přes místní počítače přistupovat k databázím České zemědělské a potravinářské bibliografie, AGRICOLA, AGRIS, ALIMENTA, ALIMIS-CS, CAB, CARIS a FSTA. Další služby jsou již službami standardními jako je tomu u jiných větších knihoven (rešeršní a reprografické služby).

## Budovy

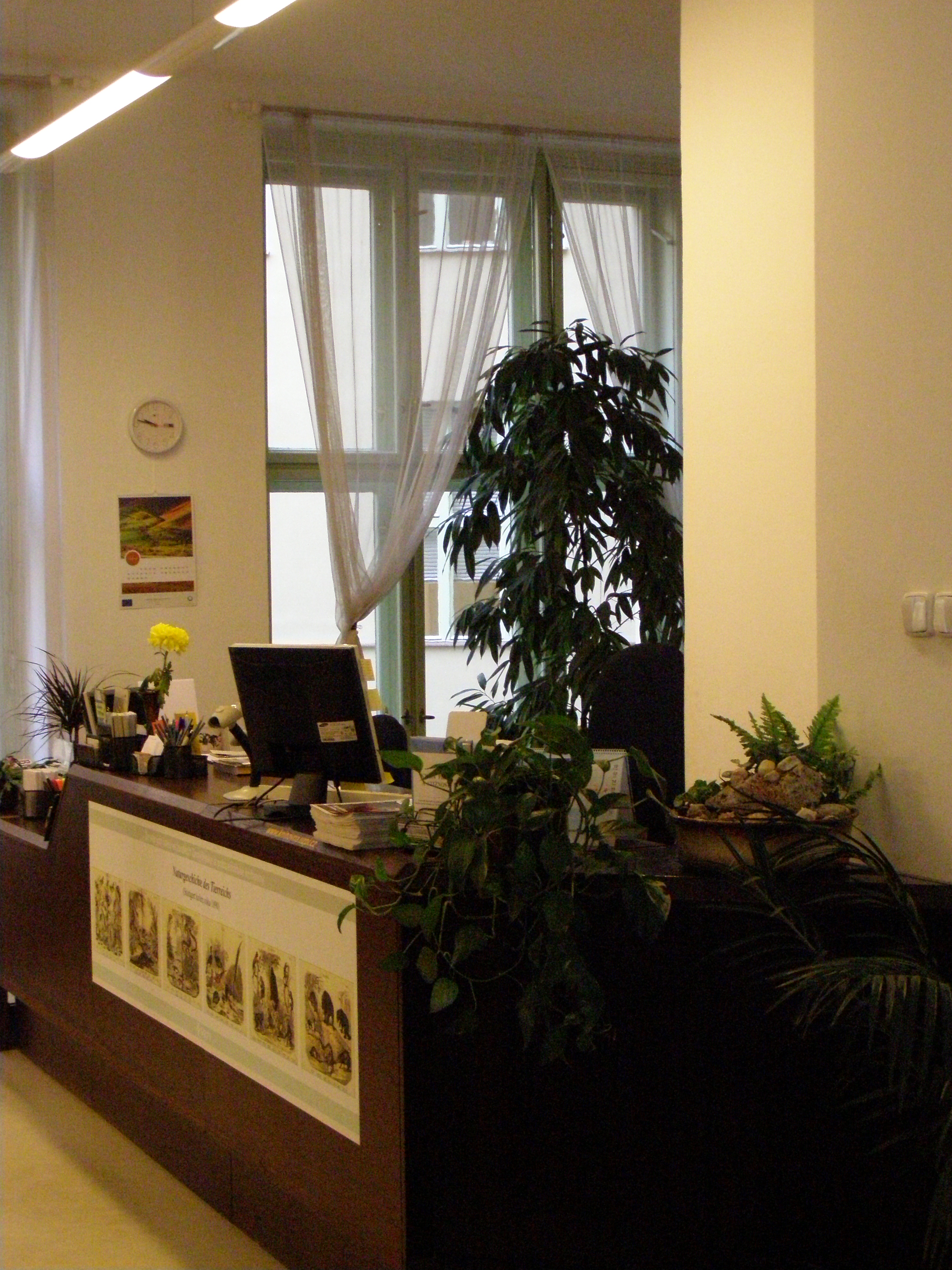
Výpůjční pult

Samotná knihovna je tvořena pěti[zdroj?] částmi: samotnou výpůjční halou a archivem v Domu zemědělské osvěty v Praze a archivem v Kojeticích.
Výpůjční hala se nachází v Domu zemědělské osvěty se nacházejí v prvním patře a archiv v suterénu v traktu, který je orientován směrem do Slezské ulice. Při vstupu do knihovny ze schodiště se nejprve vstoupí do temné chodby se skříňkami na zavazadla a ošacení návštěvníků. Napravo je pak vstup do prostor zázemí výpůjčního protokolu. Samotná výpůjční hala je tvořena uprostřed infopultem ohraničeným čtyřmi hranatými sloupy. Nalevo pak příruční knihovna a knihovna s časopisy obklopená stoly k prezenčnímu studiu. Napravo jsou stoly s počítači, k vyhledávání položek z knihovny. V suterénu pod knihovnou se pak nachází archiv obsahující položky vydané po roce 1950.
Starší a méně žádané položky se nacházejí v archivu v Kojeticích.

## Členství v odborných organizací
Zemědělská a potravinářská knihovna je členem těchto organizací:
- AGLINET, mezinárodní síť zemědělských knihoven (od roku 1991)
- Sdružení knihoven ČR (od roku 1994)
- Asociace knihoven (od roku 1997)
- IAALD
- Svaz knihovníků a informačních pracovníků České republiky